# Ибра
Ибра (араб. ابراء‎) — город в мухафазе Северная Эш-Шаркия Султаната Оман, центр
одноименного вилайета. Расположен в 140 км к юго-востоку от столицы Маската. Население 29 060 человек (по оценке  2008 года).

## История
Ибра является одним из старейших городов в Омане и когда-то был центром торговли, религии, образования и искусства. Город приобрел своё значение как важный перекрёсток путей в мухафазе Шаркия. Ибра стал более современным городом с 1970 года, во время правления султана Кабуса. Город был соединён с Маскатом с помощью двухполосного шоссе, что привело к увеличению туризма. Была построена крупная больница. Город Ибра предоставляет три варианта высшего образования: технологический колледж Ибры, Институт медицинского ухода Ибры и, с осени 2010 г. — Университет Эш-Шаркии.

## Этимология
Историки до сих пор спорят о происхождении названия города. Некоторые предполагают, что оно происходит от арабского глагола (араб.  ابراء للذنب‎), что означает очищение вины.

## Климат
| Показатель                    | Янв. | Фев. | Март | Апр. | Май | Июнь | Июль | Авг. | Сен. | Окт. | Нояб. | Дек. | Год  |
| ----------------------------- | ---- | ---- | ---- | ---- | --- | ---- | ---- | ---- | ---- | ---- | ----- | ---- | ---- |
| Средний суточный максимум, °C | 25   | 29   | 33   | 36   | 40  | 43   | 47   | 43   | 40   | 35   | 27    | 23   | 35,1 |
| Средний суточный минимум, °C  | 13   | 14   | 17   | 20   | 26  | 27   | 30   | 27   | 24   | 23   | 18    | 17   | 21,3 |
| Источник:                     |      |      |      |      |     |      |      |      |      |      |       |      |      |